# Зуи (Немский район)
Зуи — опустевшая деревня в составе Немского района Кировской области. 

## География
Находится на расстоянии примерно 19 километров по прямой на северо-восток от районного центра поселка Нема.

## История
Деревня известна с 1783 года как починок Зуевой Горы. В 1873 году учтено дворов 6 и жителей 74, в 1905 20 и 106, в 1926 27 и 136, в 1950 38 и 137 соответственно, в 1989 13 жителей . До 2021 года входила в Немское сельское поселение Немского района, ныне непосредственно в составе Немского района.

## Население
Постоянное население  составляло 2 человека (русские 100%) в 2002 году, 0 в 2010.